# Wilhelm Klebitz
Wilhelm Klebitz, ou Guillaume Klebitius, Klebotius, Klebiz ou Klewitz, né vers 1533 à Nahmitz et mort en 1568 à Paris, est un théologien protestant proche de Zwingli et un mathématicien allemand.

Croix pattée.

## Biographie
Né dans la marche de Brandebourg, maître d'école à Bocholt (près de Münster) puis lecteur à Fribourg-en-Brisgau, il est ordonné diacre en 1559 à Heidelberg.
Il conteste Tilemann Hesshus, le directeur du consistoire et de la faculté de théologie, qui intrigue contre lui. Mais en avril 1559, Klebitz passe avec succès son doctorat. Démis de ses fonctions par l'électeur Frédéric III en dépit du soutien de Heinrich Bullinger et de Wolfgang Musculus, il voyage à Brême, Emden, Francfort, Zwolle et Worcester. En 1565, il est à l'université de Cologne. Il prête un serment où il prétend son enseignement conforme à la foi catholique.
Il est un des rares mathématiciens des XVIe et XVIIe siècles à noter le signe « + » à l'aide d'une croix pattée ou d'une croix de Malte avec Juan de Ortega, Adrien Romain et René Descartes.

## Travaux
(la) Victoria veritatis et ruina papatus saxonici, Fribourg, Daniel Delenus, 1561 (lire en ligne)